# Ammoniosz (vértanú)
Ammoniosz (4. század) ókeresztény író.
Életéről mindössze annyit tudunk, hogy Alexandriában volt presbiter és a Diocletianus római császár által elrendelt keresztényüldözések alatt lett vértanú. Ókori források említik munkáit, de ezek nem maradtak ránk.[forrás?]